# Рудня (Островецкий район)
Рудня (бел. Ру́дня) — деревня в Островецком районе Гродненской области Белоруссии. Входит в состав Михалишковского сельсовета.

## Описание
Площадь деревни — 4013 гектаров, протяжённость границ — 1005 метров.

## История
До 2013 года деревня входила в состав Спондовского сельсовета.